# Good Times
För andra betydelser, se Good Times (olika betydelser).
Sonny & Chér in Good Times (oftast enbart kallad Good Times) är en amerikansk film från 1967. Filmen var den då okände regissören William Friedkins filmdebut. Filmens stjärnor är Sonny & Cher, som spelar sig själva när de var som mest kända. I övrigt medverkar den Oscarsbelönade George Sanders.

## Handling
Sonny får ett brev från Mr. Mordicus (Sanders), en affärsman som vill göra en film med Sonny och Cher i huvudrollerna. Cher är inte intresserad så Sonny går själv och träffar Mr. Mordicus. Till slut går de med på att de ska göra filmen men Sonny gillar inte den story som Mordicus manusförfattare har skrivit. Men eftersom de skrivit på kontrakt att göra filmen måste Sonny på mycket kort tid komma på olika idéer om vad filmen kan handla om. Han misslyckas och filmen slutar med att de inte gör någon film.
Parallellt med filmens "verkliga" handling, förekommer scener där Sonny & Cher spelar olika roller i tre idéer som Sonny kommit på. En westernfilm, en sekvens där de bor i djungeln tillsammans med en apa som slår Sonny i schack, samt en gangsterfilm. I alla dessa sekvenser återkommer George Sanders som skurk. Här och där i filmen brister de även ut i sångnummer.

## Mottagandet
Filmen fick ett svalt mottagande. Kritiken var överlag negativ och publicsuccé uteblev, liksom för parets nästa filmprojekt, Chastity.